# Dogma (pel·lícula)
Dogma és una pel·lícula estatunidenca de comèdia del 1999 dirigida per Kevin Smith.

## Argument
Dos àngels, en Bartleby i en Loki, van ser expulsats per Déu del cel i desterrats a Wisconsin. L'Azrael els manipula oferint-los l'oportunitat de tornar a casa seva mitjançant un ensenyament de l'Església Catòlica anomenada indulgència plenària. Si això té lloc significa la fi de l'existència i, per tant, s'envia l'última descendent de Maria, la Bethany, a detenir-los. La Bethany comptarà per a la seva missió amb l'ajut del tretzè apòstol, Rufus, de la Serendipity i de dos profetes, en Jay i Bob el Silenciós.

## Curiositats
- En alguns països va causar certa controvèrsia i protesta per part de l'Església Catòlica que van provocar retards en la data de l'estrena. Als Estats Units també va haver-hi manifestacions, fins i tot en una d'elles va anar a protestar el mateix Kevin Smith, qui va ser reconegut i entrevistat.
- Al començament de la pel·lícula, quan els serfs de l'Azrael estomaquen un home, és una clara paròdia d'A Clockwork Orange, quan fan la seva primera pallissa.
- A l'escena del Gòlgota s'hi aprecia una clara reminiscència a en Batman, superheroi estimat pel director. El monstre d'excrements és una paròdia de Clayface, enemic d'en Batman. Per esvair dubtes, el monstre recita la cita de l'enemic de l'home rat-penat dita al còmic Arkham Asylum de Morrisson i McKean: "He nascut cagat a l'existència".
- A l'escena del viatge en tren Bob el Silenciós, després de llançar els àngels fora del vagó, mira un passatger i parlant per primer cop, repeteix la famosa frase "No tenia bitllet" de l'escena del dirigible a Indiana Jones i l'última croada.
- Kevin Smith mostra la seva gran afició als còmics col·locant una samarreta de Hellboy a un dels tres sinistres jugadors d'hoquei.
- La productora original, Disney, davant l'arribada de les crítiques socials sobre la pel·lícula que estava a punt de produir, es va separar de la imatge de la pel·lícula, exigint la sortida de la seva marca dels títols de crèdit. Un executiu va declarar aleshores "Dogma no s'ajusta a cap de les filosofies de cap de les companyies de Disney". Miramax, propietat de Disney, va haver, doncs, de separar-se del projecte. Una de les possibilitats barallades per Disney va ser la de crear una nova marca (el cost de la qual suposava deu milions de dòlars) sota la qual distribuir, sense connexió pública d'imatge amb Disney, la pel·lícula. D'aquesta manera els resultats econòmics (esperadament positius) arribarien a les arques de Disney sense comprometre el seu prestigi social.
- Als títols de crèdit apareix la següent frase "En Jay i Bob el Silenciós tornaran a Clerks 2: Hardy Clerkin.

## Repartiment
- Ben Affleck
- Matt Damon
- Linda Fiorentino
- Jason Mewes
- Chris Rock
- Alan Rickman
- Jason Lee
- Salma Hayek
- Kevin Smith
- Janeane Garofalo
- George Carlin
- Alanis Morissette
- Brian O'Halloran
- Bud Cort
- Dan Etheridge
- Betty Aberlin